# Victoriano Castellanos Cortés

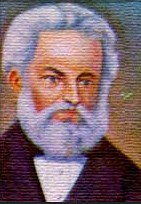
Victoriano Castellanos Cortés

Victoriano Castellanos Cortés (* 23. März 1795 in Santa Rosa de Copán; † 11. Dezember 1862 in Ciudad de Comayagua) war ein honduranischer Unternehmer und Politiker. 1862 war er für mehrere Monate Staatspräsident.

## Leben

### Herkunft und frühe Laufbahn
Castellanos’ Eltern waren Luciana Cortés y Tablada und Diego Idefonzo Castellanos. 1805 kam er in die Schule zum Gemeindepfarrer Pedro Antonio Pineda. 1821 war Castellanos mit Pater Miguel Antonio Pineda Mitglied der Unabhängigkeitsbewegung von Spanien. Im Jahre 1828 heiratete er Mariana Milla Castejón, die Schwester von José Santiago Milla, Juan Esteban Milla, General José Antonio Milla und José Justo Milla Pineda.
1830 investierte er in die Pacificación de Olancho unter Juan Ángel Arias. 1834 saß er einer verfassungsgebenden Versammlung in Comayagua vor; er war maßgeblich für die Gesetzgebung in den Bereichen Justizwesen, Verwaltungs-, Kriegs-, Haushalts- und Zensurrecht verantwortlich.

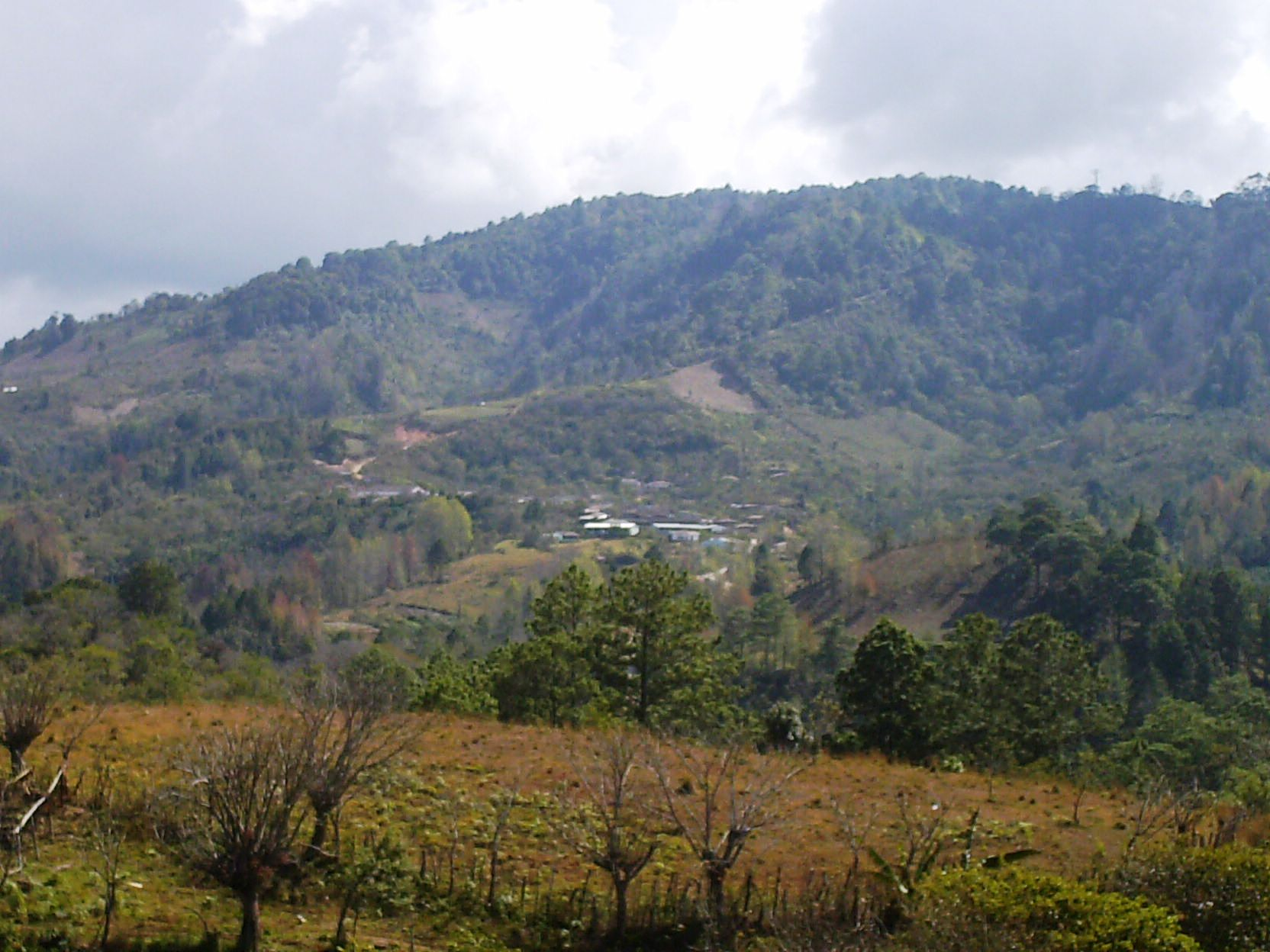
San Andrés, Lempira

### Goldminenunternehmer
1840 ließ er aus London eine hydraulische Mühle zur Trennung von Gold vom Abraum importieren und sie in seiner Goldmine in San Andrés installieren. Da Honduras noch über keine Straßenverbindung von Omoa nach San Andrés, Lempira verfügte, wurde der Transport auf Staatskosten bewerkstelligt. Am 16. Mai 1843 schlug Castellanos sein Unternehmen als Staatsbank für Auslandsgeschäfte vor.
Am 5. Januar 1845 wurde er zum Präsidenten einer verfassungsgebenden Versammlung. Er schlug die Beförderung von Brigadier José Santos Guardiola Bustillo zum Divisionsgeneral vor.

### Pacto de Pespire
Im Municipio Pespire im Departamento Choluteca wurde Castellanos am 25. März 1850 zum Mediator zwischen José Santos Guardiola Bustillo und Juan Nepomuceno Fernández Lindo y Zelaya benannt. Am 7. Februar 1860 ernannte José Santos Guardiola Bustillo Castellanos zu seinem Stellvertreter. Am 11. Januar 1862 wurde Guardiola erschossen, als Castellanos gerade in Suchitoto, El Salvador war.

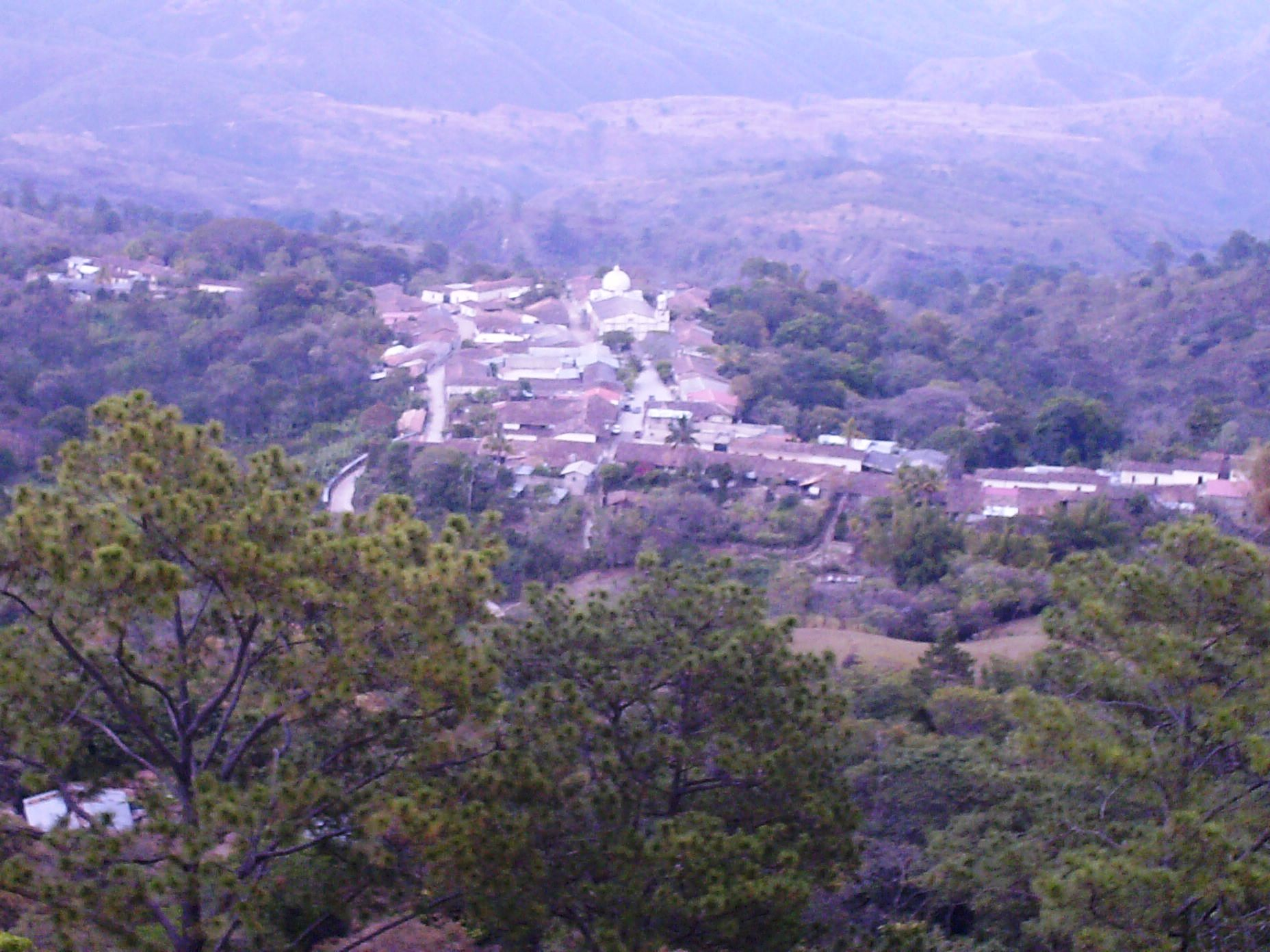
Villa de Guarita, Lempira

### Präsidentschaft
Auf der Rückreise von Suchitoto übernahm Victoriano Castellanos Cortés am 4. Februar 1862 in Villa de Guarita, Lempira, die Präsidentschaft. Am 27. Februar 1862 stellte er in Santa Rosa de Copán sein Regierungskabinett zusammen.
Am 3. März 1862 kam José María Medina, welcher verdächtigt wurde als Agent von José Rafael Carrera Turcios hinter der Ermordung von José Santos Guardiola Bustillo zu stehen, aus Ciudad de Comayagua nach Santa Rosa de Copán und bestätigte die Präsidentschaft Castellanos’ als Vertreter des Parlaments. Am 7. März 1862 rief der Vorsitzende der Exekutive Castellanos in Santa Rosa de Copán zu einer verfassungsgebenden Versammlung am 10. April 1862 auf, womit er en passant das Parlament auflöste.
In Santa Rosa de Copán wurde eine Musikschule und am 19. März 1862 eine Mädchenschule gegründet.
Am 25. März 1862 schloss Präsident Castellanos den Tratado de Paz y Amistad, einen militärischen Beistandspakt, mit der Regierung von El Salvador unter Gerardo Barrios gegen Guatemala. Die Regierung Castellanos’ und die Regierung von El Salvador unter Gerardo Barrios nahmen ein Darlehen von 10.000 Pesos auf. Mit dem Decreteo No. 21/1862 wurde Münzgeld aus Kupfer eingeführt, das unter der Bezeichnung Macuquinas (hammergeprägte Münzen) bekannt wurde. Es wurden Anlegegebühren in den Häfen nach Tonnage und Importzölle für alkoholische Getränke eingeführt. Der gesetzgebenden Gewalt und der richterlichen Gewalt wurde die Annahme von bezahlten Beschäftigungen bei der ausführenden Gewalt verboten. Es wurden Strafmaße für Börsenspekulation und Unterschlagung dekretiert. Die Regierung ließ das Eigentum von Steuerschuldnern und Desamortisiertes versteigern, um kreditwürdig zu werden.
Der Botschafter der USA James Rudolph Partridge (1823–1884) brachte Castellanos am 22. April 1862 einen Brief von Abraham Lincoln. Am 4. Mai 1862 trat eine verfassungsgebende Versammlung in Santa Rosa de Copán unter dem Vorsitz von José María Medina zusammen. Am 8. Mai 1862 wurde das Decreteo No. 3/1862 der verfassungsgebenden Versammlung vom 7. Mai 1862 veröffentlicht, welches Honduras als Republik bezeichnete.
Am 30. Mai 1862 beschloss die verfassungsgebende Versammlung ihre Sitzungen in Santa Rosa de Copán und tagte wieder unter der Bezeichnung Congreso Nacional in Ciudad de Comayagua. Am 15. Juni 1862 wagte sich auch Victoriano Castellanos Cortés mit seiner Regierung wieder zurück nach Ciudad de Comayagua.
Am 25. Juni 1862 wurde ein Urteil durch ein internationales Schiedsgericht im Streit mit britischen Staatsbürgern, die Schadensersatzansprüche von der Islas de la Bahía stellten, veröffentlicht.
Am 5. September 1862 machte Castellanos eine Reise nach Tegucigalpa. Am 7. Oktober 1862 wurde in Tegucigalpa der Asonada de las Crinolinas (Aufstand der Reifröcke) niedergeschlagen, von welchem behauptet wurde, er hätte einen Zusammenhang mit der Tötung von Guardiola.
Castellanos wurde vom Bevollmächtigten der nicaraguanischen Regierung Tomás Martínez Guerrero, Pedro Zeledón Mora, mit dem Vorschlag einer Staatengemeinschaft der beiden Staaten aufgesucht.
Castellanos wurde von Jorge Benvenuto Mathews aufgesucht, dem Bevollmächtigten Königin Victorias.
Das Amtsblatt Órgano Oficial wurde in Castellanos’ Regierungszeit in 20 Ausgaben gedruckt.

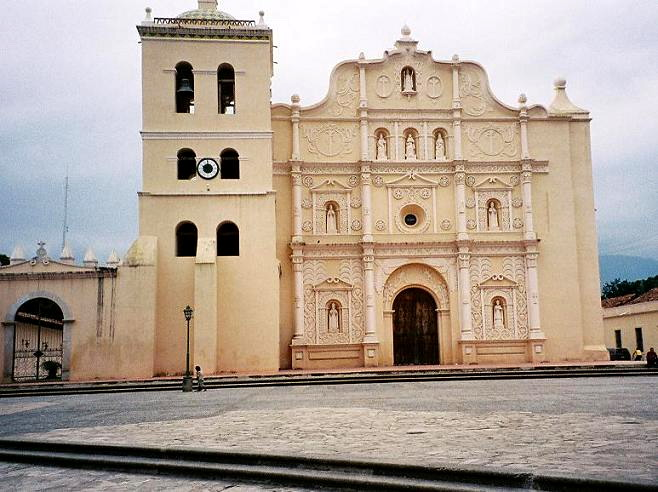
Kathedrale St. Michael in Comayagua

### Regierungskabinett
- Regierungsminister: Carlos Madrid
- Finanz- und Kriegsminister: Francisco Alvarado

Am 4. Dezember 1862 gab Castellanos sein Präsidentenamt aus Gesundheitsgründen wieder an den Parlamentsabgeordneten José Francisco Montes Fonseca zurück.
Er wurde in der Kathedrale in Ciudad de Comayagua beigesetzt.